# Franco Testa
Franco Testa (Pádua, 7 de fevereiro de 1938 – Pádua, 22 de junho de 2025) foi um ciclista de estrada e pista italiano, profissional de 1965 a 1967.

## Carreira olímpica
Foi o vencedor e recebeu a medalha de ouro na prova de perseguição por equipes, juntamente com Marino Vigna, Luigi Arienti e Mario Vallotto, nos Jogos Olímpicos de 1960 em Roma, na Itália.
Em Tóquio 1964, no Japão, conquistou uma medalha de prata, também na perseguição por equipes, na qual formou uma equipe com Cencio Mantovani, Carlo Rancati e Luigi Roncaglia.